# Olympische Jugend-Sommerspiele 2010/Teilnehmer (Kiribati)
| Gelbes Symbol für Goldmedaillen mit stilisierten Olympischen Ringen | Graues Symbol für Silbermedaillen mit stilisierten Olympischen Ringen | Braundes Symbol für Bronzemedaillen mit stilisierten Olympischen Ringen |
| ------------------------------------------------------------------- | --------------------------------------------------------------------- | ----------------------------------------------------------------------- |
| —                                                                   | —                                                                     | —                                                                       |

Die Jugend-Olympiamannschaft aus Kiribati für die I. Olympischen Jugend-Sommerspiele vom 14. bis 26. August 2010 in Singapur bestand aus vier Athleten. Sie konnten keine Medaille gewinnen.

## Athleten nach Sportarten

### Gewichtheben
Jungen
- Kabuati Silas Bob
Klasse bis 77 kg: 7. Platz

### Leichtathletik
| Mädchen - Tio Etita 100 m: 32. Platz | Jungen - Nooa Takooa 100 m: DNS |

### Taekwondo
Mädchen
- Kaburee Ioane
Klasse bis 55 kg: Viertelfinale